# Transports à Boston
Le système de transport à Boston comprend route, rail, air et mer pour voyageurs et transport de marchandises. Le Massachusetts Port Authority (en) (Massport) exploite le port de Boston, qui comprend un centre de transport maritime de conteneurs à South Boston et l'aéroport international Logan de Boston à East Boston. La Massachusetts Bay Transportation Authority (MBTA) gère bus, métro, train à courte distance et les services aux passagers de ferry  dans toute la ville et la région. Amtrak exploite le service ferroviaire de passagers de et vers les grandes villes du nord-est. Un terminal de bus principal à South Station est desservi par diverses compagnies d'autobus interurbains. La ville est traversée par les routes principales Interstate 90 et Interstate 93 dont l'intersection a subi une rénovation majeure, surnommé le Big Dig.

## Transports en commun

### Métro

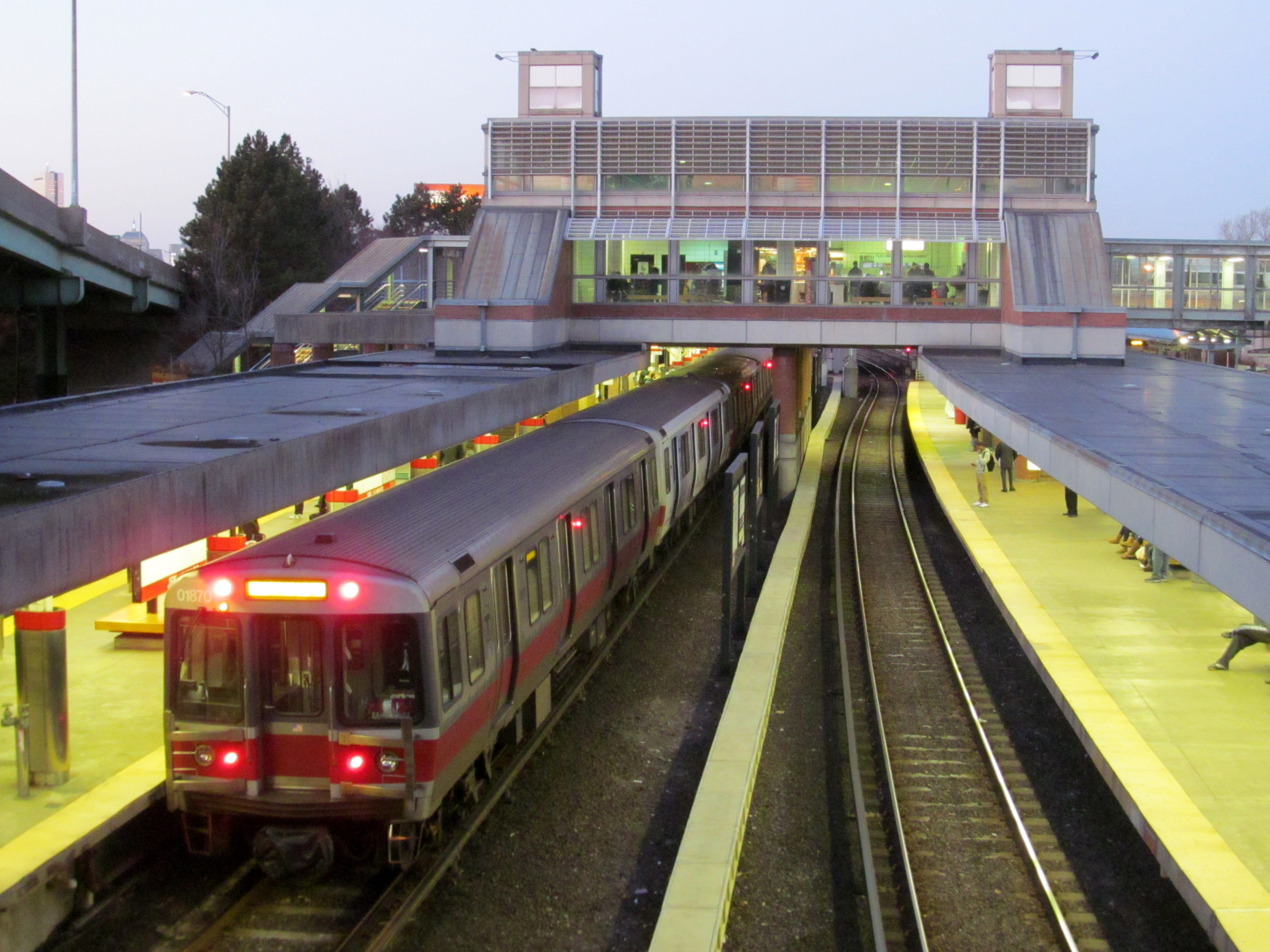
Rame Bombardier à JFK sur la ligne rouge.

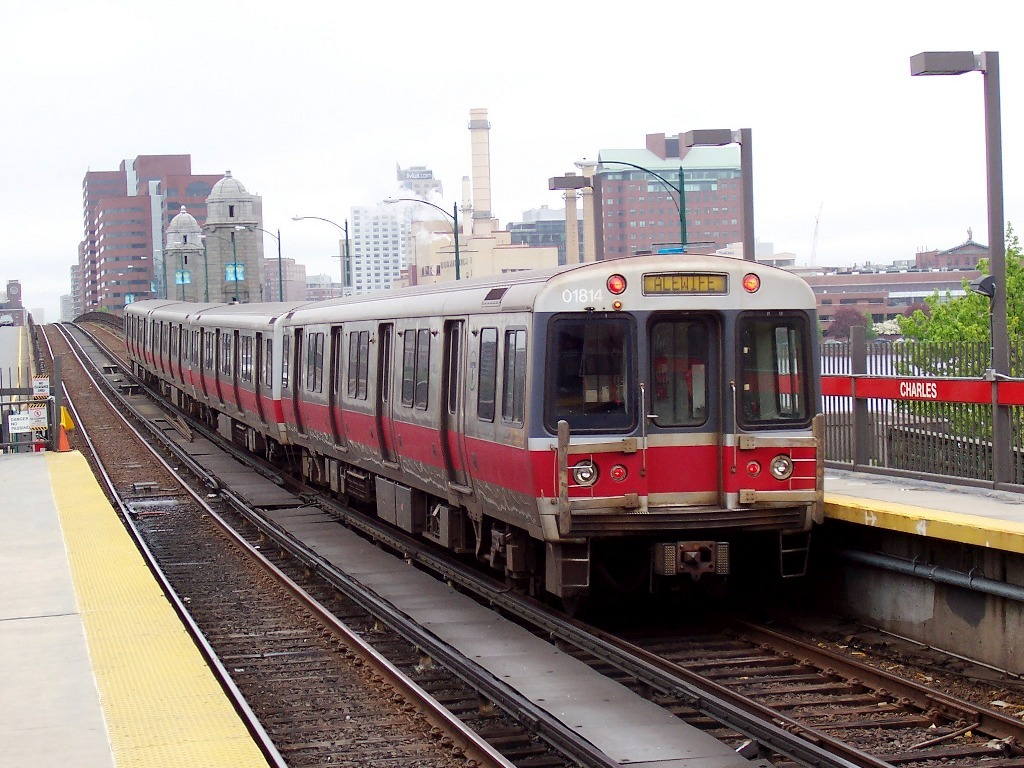
Rame de la ligne rouge.

Dès 1880, la circulation à Boston freine la mobilité des tramways hippomobiles de la ville. Il est très vite conclu que comme à Londres, la ville doit se munir d’un système de transport à plus grand gabarit et séparé du trafic soit grâce à un tunnel ou à un viaduc. 
Le premier tunnel du métro de Boston est inauguré en 1897 sous Tremont Street et bien que New York et Chicago aient déjà ouvert un système équivalent, il s’agit encore de viaducs. 
Ce qui signifie qu’il s’agit du premier réseau souterrain aux États-Unis et du quatrième au monde après ceux de Londres, Budapest et Glasgow. New York suit en 1904 et Philadelphie en 1908 avec l'inauguration de leur premier tunnel.
Dès 1898, l’ouverture du premier tronçon entraîne la disparition de plusieurs lignes de tramway qui sont soit déviées sur le réseau du métro soit complètement fermées afin d’éviter l’embouteillage du centre-ville. 
En 1901, la ville inaugure également son premier tronçon sur viaduc (la Main Line Elevated) (sur le tracé de l'actuelle ligne orange) entre Sullivan Square et Dudley Street. 
En 1904, la ligne bleue entre Maveric et le port de Boston est ouverte à son tour avant que le premier tronçon de l'actuelle ligne rouge n'entre en exploitation en 1912.
Le métro de Boston circule en souterrain dans le centre-ville et en surface sur le reste du réseau avec des croisements à niveau. Le système actuel du 'T' est composé dans son centre de trois lignes de métro lourd, d’une ligne de pré-métro dans laquelle roulent quatre lignes de tramways et d'une ligne souterraine de bus à grands gabarits qui relie le quartier financier de Boston à l'aéroport. Dans le sud de la ville, le réseau comporte également une ligne de tram-train, la Ashmont-Mattapan High Speed Line qui prolonge la ligne rouge. Le réseau complet mesure 105,7 kilomètres et comporte 123 stations.
Les cinq lignes sont différenciées par des couleurs depuis 1965. La ligne orange a reçu sa couleur du nom de Orange Street sous laquelle elle roule, la ligne rouge doit sa couleur à celle de l’université d’Harvard qu’elle dessert, la ligne bleue de la couleur de l’eau du port de Boston sous lequel elle roule tandis que la ligne verte est un rappel de l'Emerald Necklace, un des plus beaux parcs de la ville. Le choix de la couleur argent pour la dernière ligne s'est fait sur base d'un concours organisé par le MBTA et n'a donc pas de rappel à un élément de la ville.

### Bus

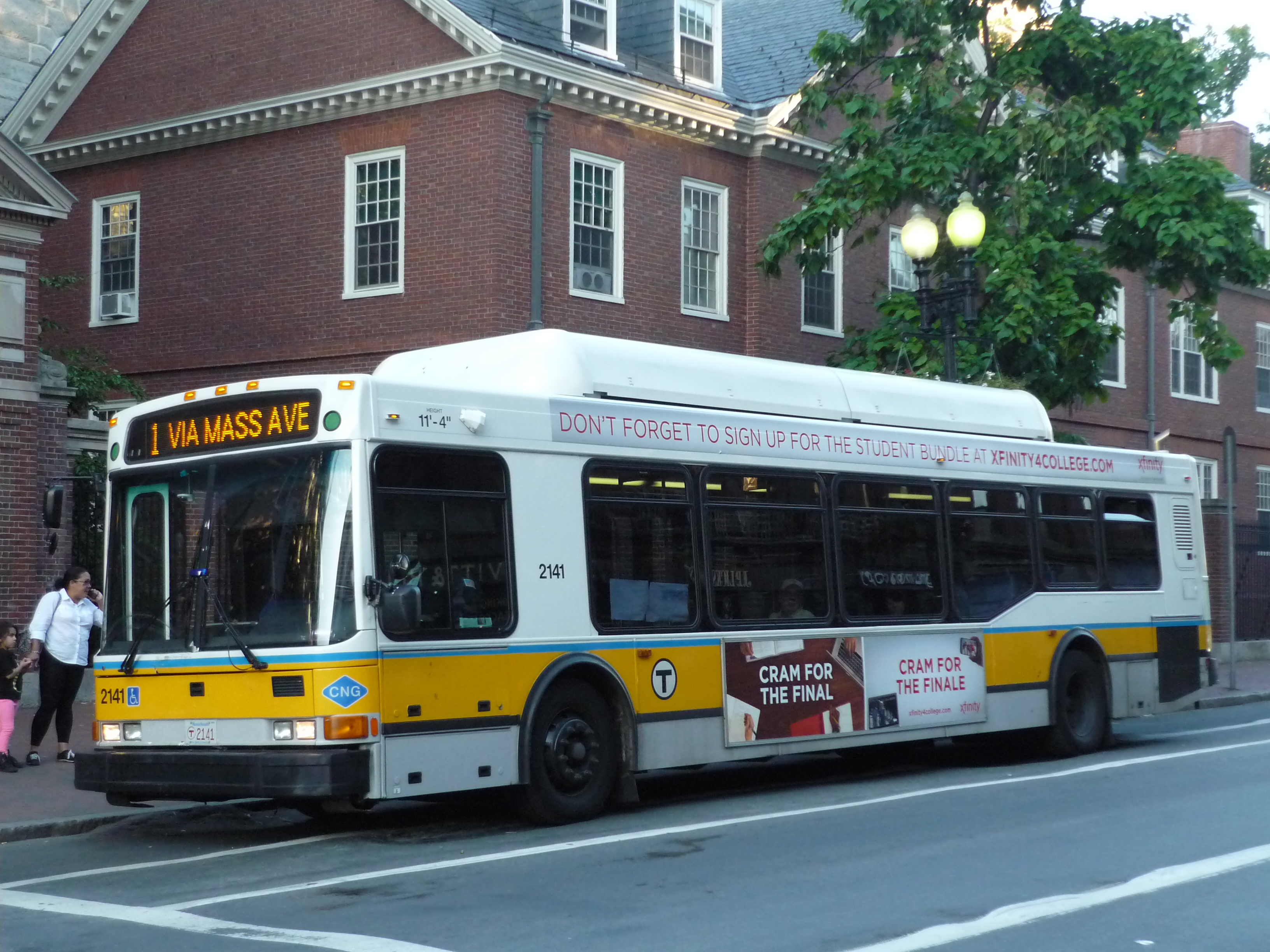
Un bus de la MTBA.

Le système de bus de Boston, septième des États-Unis par le nombre d'usagers, est géré par la MTBA et comprend plus de 150 itinéraires dans la ville de Boston et son agglomération. La zone desservie par les services d'autobus de la MBTA correspond à celui desservi par le métro, mais est nettement inférieur à celui servi par le fonctionnement des trains de banlieue de la MBTA.

## Transport ferroviaire

### Trains de banlieue
La MBTA Commuter Rail est le réseau de trains de banlieue de la Massachusetts Bay Transportation Authority, la société publique de transport en commun de l'État du Massachusetts. Il est exploité par Keolis Commuter Services, une société filiale de la SNCF. Il dessert principalement les gares du Massachusetts.

### Trains intercités
Les trains intercité sont gérés par Amtrak (sigle de l'AAR : AMTK) est une entreprise ferroviaire publique américaine, spécialisée dans le transport de voyageurs. Créée le 1er mai 1971, Amtrak a le statut d'une entreprise commerciale, mais est entièrement contrôlée par le gouvernement des États-Unis. Le nom d'Amtrak a été créé par la contraction des mots AMerica et TRAcK (la voie ferrée).
Le corridor du Nord-Est est l'une des zones les plus importantes du réseau Amtrak. C'est un ensemble de lignes électrifiées reliant Washington à Boston via New York. Ce corridor est largement composé de lignes appartenant à Amtrak, lignes acquises en 1976 lors de la liquidation de la compagnie Penn Central Transportation. Amtrak possède, dans ce corridor et dans d'autres zones, au total 730 miles de lignes (dont 17 tunnels pour 29,7 miles et 1 186 ponts, incluant le célèbre Hell Gate Bridge)  pour  42,5 miles. Mais tandis que dans la plupart des zones des États-Unis, Amtrak doit négocier les créneaux horaires avec les compagnies de fret propriétaires des réseaux, dans le corridor du Nord-Est, la coordination se fait avec les agences de transport public qui jouent le rôle d'autorités organisatrices au niveau des États ou des agglomérations.

## Transport fluvial

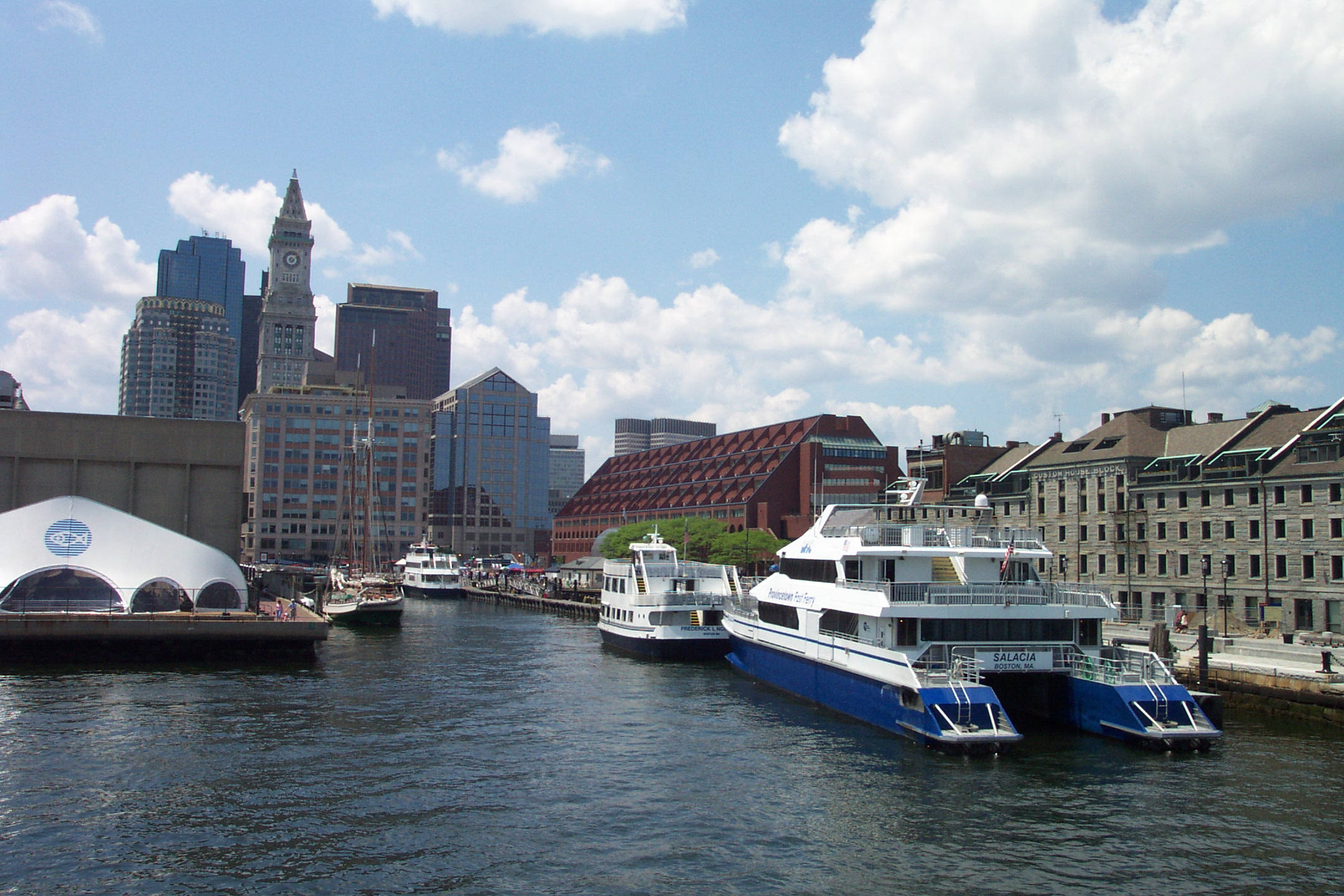
Transport fluvial à Boston.

Le port de Boston (AMS Seaport Code : 0401 et UN/LOCODE : US BOS) est un grand port maritime localisé dans le Boston Harbor à proximité de la ville de Boston. Il est le plus gros port du Massachusetts et l'un des plus importants de la Côte Est des États-Unis.
Aujourd'hui, les principales installations de manutention de cargaison sont situés dans les quartiers de Boston de Charlestown, East Boston et South Boston et dans la ville voisine d'Everett. En 2011, le port a traité plus de 11,5 millions de tonnes de marchandises, y compris les 192 000 conteneurs EVP. Autres formes majeures de marchandises traitées au port comprennent le pétrole, le gaz naturel liquéfié, les voitures, ciment, gypse et sel.

## Transport aérien

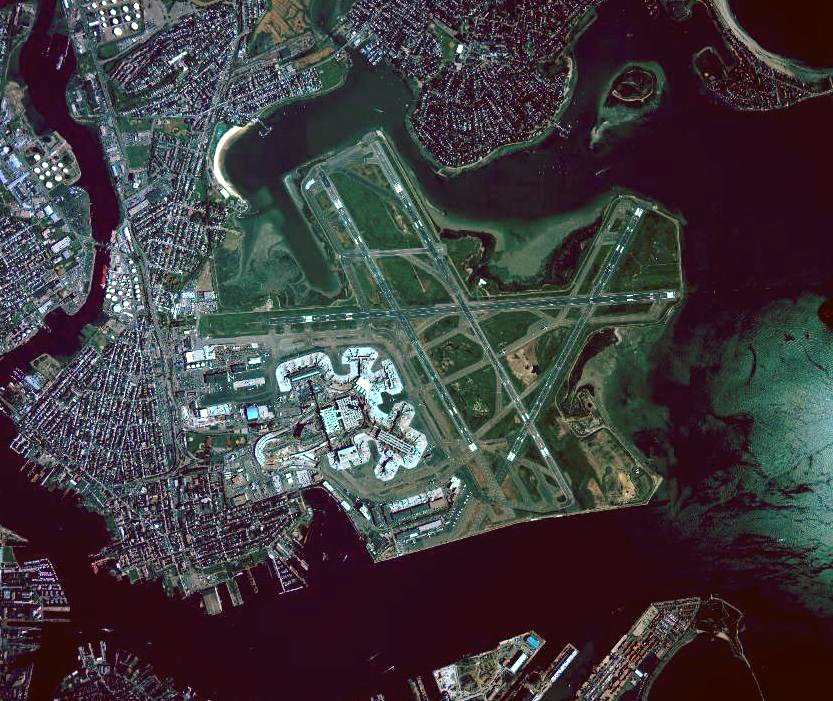
Noddle's Island est maintenant une partie de l'aéroport international Logan.

L’aéroport international Logan de Boston (nom complet en anglais : General Edward Lawrence Logan International Airport), (code IATA : BOS • code OACI : KBOS). En 2011, il était le 19e aéroport des États-Unis et 48e mondial, ayant transporté 28 866 313 passagers pour 55 compagnies aériennes.
Plus grand centre de transport de la Nouvelle-Angleterre, il s’étend sur 2 400 (10 km2) dans le quartier d'East Boston. Il s’est considérablement étendu au cours des années, y compris par un polder de 7 km2 sur le port de Boston. L’aéroport comprend six pistes, vingt-trois kilomètres de taxiways ainsi que cinq terminaux. Il possède sa propre police d’État, une chapelle œcuménique, Notre-Dame des Airs (Our Lady of the Airways).
L'aéroport international Logan de Boston a reçu l’appellation de « Ville la plus facile pour se rendre à l'aéroport » dans un article de 2007 d'aviation.com en raison de la variété du choix pour se rendre ou quitter l'aéroport. Ces choix comprennent les voitures, les taxis, les lignes bleue  et argent, les services de bus régionaux, les fourgonnettes de transport partagé, des limousines et un service offert par quelques aéroports américains, le Logan express. Logan est 3 milles (4,828032 km) au nord-est du centre-ville de Boston, ce qui est une courte par rapport aux aéroports d'autres villes.

## références
1. ↑  (en) « The History of the T », sur mbta.com (consulté le 8 octobre 2023).
2. ↑  (en) « The History of the T », sur mbta.com (consulté le 8 octobre 2023).
3. ↑  (en) « Port of Boston », sur ports.com, 2010.
4. ↑  (en) George Hobica, « The top 10 easiest U.S. airports to get to », sur nbcnews.com, 6 septembre 2007 (consulté le 19 mars 2014)